# Tarim (rijeka)
Tarim (mandarinski: Tǎlǐmù Hé, 塔里木河, ujgurski: تارىم دەرياسى) je pustinjska rijeka u zapadno kineskoj pokrajini Xinjiang dužine od 2190 km. Tarim je najduža rijeka u unutrašnjosti Kine s godišnjim protokom od 4 do 6 milijarda kubičnih metara ili 150,4 kubičnih metara u sekundi. Njezin slijev je dom gotovo 10 milijuna Kineza i drugih nacionalnih manjina, uključujući i Ujgura i Mongola. Rijeka teče Tarimskom zavali koja je i dobila ime po rijeci. 

## Tok
Ime Tarim se primjenjuje na rijeci od mjesta gdje se susreću tri rijeke Aksu, koja teče sa sjevera, Yarkand dolazi s jugozapada, u blizini grada Arala u zapadnom djelu Xinjianga. Treća rijeka je Khotan koja dolazi na isto području s juga, ali je obično suha na tom mjestu, jer teče pustinjom Takla Makan. Rijeka teče dalje prema istoku sjevernim rubom pustinje Takla Makan. Rijeka Aksu jedina je koja tijekom cijele godine utječe u Tarim te ga opskrbljuje sa 70 do 80 posto vode. Rijeka se na svome ušću ulijeva u jezero točnije nestaje u pustinji te je teško procijeniti koliko je rijeke duga jer često mjenja svoj tok.

## Vanjske poveznice
|  | Zajednički poslužitelj ima još gradiva o temi Tarim (rijeka) |